# Post SV Wien
Post SV Wien – austriacki klub piłkarski, mający siedzibę w wiedeńskiej dzielnicy Hernals. Obecnie gra w Wiener Stadtliga.
Wcześniej działająca sekcja koszykówki zdobyła tytuł mistrza Austrii w koszykówce po raz pierwszy w historii klubu w 1950 roku. Przed drugą wojną światową w niezwykle udanej sekcji tenisa stołowego grało wielu najlepszych austriackich graczy, takich jak Erwin Kaspar, Heinrich Bednar i Gertrude Pritzi. W 1939 roku klub wygrał mistrzostwa Niemiec w drużynie tenisa stołowego zarówno dla kobiet, jak i mężczyzn.

## Historia
Chronologia nazw:
- 1919: Sportverein der Post- Telegraphen- und Fernsprechangestellten Österreichs
- 1924: Sportklub Post Wien – po fuzji z W.F.C. Fürth
- 1930: Post SV Wien – po fuzji ze SpC Postsport Wien
- 1942: Post SG Wien
- 1945: Post SV Wien
- 1973: SC Post Hinteregger – po fuzji z SC Hinteregger Wien
- 1975: Post SV Wien – po rozwiązaniu fuzji
- 1975: Wiener Sport-Club/Post – po fuzji z Wiener SC
- 1976: Post SV Wien – po rozwiązaniu fuzji

Klub sportowy Sportverein der Post- Telegraphen- und Fernsprechangestellten Österreichs został założony w miejscowości Wiedeń 26 września 1919 roku. W pierwszym sezonie startował w Wiener Schutzgruppe. 22 marca 1924 klub połączył się z W.F.C. Fürth i zmienił nazwę na Sportklub Post Wien. W 1924 roku zespół rozpoczął występy w 4. Klasse i zdobył tytuł mistrzowski w pierwszym roku. Od 1925 występował w 3. Klasse. Po opuszczeniu Związku Piłkarskiego klub grał potem w amatorskiej 2. Klasse Ost i awansował do 1. Klasse po sezonie 1927/28. 22 marca 1930 roku nastąpiło połączenie ze SpC Postsport Wien, tworząc pocztowe stowarzyszenie sportowe austriackich pracowników pocztowych i telegraficznych, lub w skrócie Post SV Vienna. W sezonie 1930/31 startował ponownie w 3. Klasse. Tak jak druga liga została rozszerzona w następnym sezonie, to zakwalifikował się do II. Liga B (West). Chociaż w sezonie 1932/33 zajął 9.miejsce, jednak w wyniku kolejnej reorganizacji drugiej ligi (po zjednoczeniu dwóch grup) został oddelegowany do trzeciej klasy. Po kolejnym rozszerzeniu drugiej ligi w 1934 awansował z 3. Klasse Nord do II. Ligi Nord. W sezonie 1935/36 został mistrzem II. Ligi Nord, a potem w meczach playoff z mistrzem II. Ligi Süd zwyciężył Austro Fiat Wiedeń 1:0 i 2:1, zdobywając historyczny awans do Nationalligi. W debiutowym sezonie 1936/37 zajął przedostatnie 11.miejsce i powrócił do drugiej ligi. Jednak w tym samym roku klub świętował swój największy dotychczasowy sukces sportowy, wygrywając amatorskie mistrzostwa Austrii (w finale pokonał Salzburger AK 1914 4:0 i 2:2). W sezonie 1940/41 awansował z powrotem do najwyższej ligi, która została wówczas nazwana Gauliga Donau-Alpenland. W meczach kwalifikacyjnych klub, jako mistrz 1. Klasse Wien A, pokonał w dwumeczu 2:2 i 1:0 mistrza grupy B – SV Straßenbahn Wien i tym samym dotarł do rundy promocyjnej, w której po zajęciu drugiego miejsca zdobył awans. Sezon 1941/42 zakończył na ostatniej 9.pozycji i spadł z powrotem do drugiej ligi. W 1942 roku z powodu wydarzeń wojennych zmienił nazwę na Post SG Wien. Następnie po zakończeniu II wojny światowej klub wrócił do nazwy Post SV Wien i kontynuował występy na drugim poziomie austriackiej piramidy piłki nożnej. Po zakończeniu sezonu 1945/46, w którym zajął drugie miejsce w Wiener 2. Klasse A, po raz kolejny awansował na najwyższy poziom, zwany Liga. Ale tak jak i poprzednio nie utrzymał się w pierwszej lidze, zajmując ostatnie 11.miejsce i spadając do drugiej ligi. W sezonie 1948/49 klub został zdegradowany z drugiej ligi, a potem przez dłuższy okres grał w niższych ligach do 1970 roku, kiedy awansował z powrotem do Wiener liga, która była teraz dopiero trzecim poziomem ligowym. 1 lipca 1973 roku doszło do fuzji ze SC Hinteregger Wien w klub SC Post Hinteregger, co pozwoliło awansować do Regionalliga Ost (D2). Jednak w następnym roku nastąpiła reorganizacja systemu lig, w wyniku której Regionalliga Ost została obniżona do III poziomu. 1 lipca 1975 roku fuzja została rozwiązana, ale już podczas przerwy zimowej sezonu 1975/76 klub połączył się z Wiener SC w Wiener Sport-Club/Post, który grał na drugim poziomie w Nationalliga. Ale po zakończeniu sezonu fuzja rozpadła się. Wiener SC pozostał w drugiej lidze, którą wygrał w 1977 roku, a Post SV Wien został zdegradowany do Wiener Stadtliga (D4). Od czasu tego spadku w 1976 roku klub grał nieprzerwanie w Wiener Stadtliga. W latach 2001–2003 oraz w sezonie 2004/05 krótko występował w Wiener Oberliga A (D5).

## Barwy klubowe, strój
|  |  |

Klub od 1975 ma barwy czarno-żółte. W latach 1919–1924 były czarno-białe, w latach 1924–1930 niebiesko-pomarańczowe, a w latach 1930–1975 czerwono-żółte. Zawodnicy domowe spotkania zazwyczaj grają w niebieskich koszulkach, niebieskich spodenkach oraz niebieskich getrach.

## Sukcesy

### Trofea międzynarodowe
Nie uczestniczył w rozgrywkach europejskich (stan na 31-05-2019).

### Trofea krajowe
| \| \| Zdobyte trofea w rozgrywkach Austrii (stan na: 31-05-2019) \| |                                                            |      |                           |
| Rozgrywki                                                           | Osiągnięcie                                                | Razy | Sezon(y)                  |
| · Mistrzostwo                                                       | I miejsce                                                  | 0    |                           |
| · Mistrzostwo                                                       | II miejsce                                                 | 0    |                           |
| · Mistrzostwo                                                       | III miejsce                                                | 0    |                           |
| · Mistrzostwo                                                       | 9.miejsce                                                  | 1    | 1941/42                   |
| Puchar                                                              | zdobywca                                                   | 0    |                           |
| Puchar                                                              | finalista                                                  | 0    |                           |
| Puchar                                                              | ćwierćfinalista                                            | 2    | 1936/37, 1975/76          |
| II liga                                                             | I miejsce                                                  | 3    | 1935/36, 1939/40, 1940/41 |
| II liga                                                             | II miejsce                                                 | 2    | 1943/44, 1945/46          |
| II liga                                                             | III miejsce                                                | 1    | 1938/39                   |
| Austria                                                             | Zdobyte trofea w rozgrywkach Austrii (stan na: 31-05-2019) |      |                           |

## Poszczególne sezony

### Rozgrywki międzynarodowe

#### Europejskie puchary
Nie uczestniczył w rozgrywkach europejskich.

### Rozgrywki krajowe
| \| Austria \| Bilans występów klubu w rozgrywkach piłkarskich Austrii (Stan na 31 maja 2019 r.) \| \| | |        |       |   |   |   |    |    |     |                                                                       |        |        |      |
| Poziom                                                                                                | Rozgrywki | Sezony | Mecze | Z | R | P | B+ | B– | Pkt | Lata                                                                  | Awanse | Spadki | Naj. |
| I | Nationalliga/ Gauliga Donau-Alpenland/ Liga                                                                                                 | 3      |       |   |   |   |    |    |     | 1936/37, 1941/42, 1946/47                                             | 0      | 3      | 9    |
| II | II. Liga B/ II. Liga Nord/ I. Liga/ Bezirksklasse Wien A/ 1. Klasse Wien A/ Wiener 2. Klasse A/ Wiener Liga/ Regionalliga Ost/ Nationalliga | 15     |       |   |   |   |    |    |     | 1931/32, 1934–1936, 1937–1941, 1942–1946, 1947–1949, 1973/74, 1975/76 | 3      | 3      | 1    |
| III                                                                                                   | 3. Klasse/ Wiener 1. Klasse/ Wiener Stadtliga/ Regionalliga Ost                                                                             | 13+    |       |   |   |   |    |    |     | 1925–1931, 1932–1934, 1949–19??, 1970–1973, 1974/75, 1980–1984        | 3      | ?      | 1    |
| | Puchar Austrii | ?      |       |   |   |   |    |    |     | od 1928                                                               | 0      | 0      | 1/4  |
| Austria                                                                                               | Bilans występów klubu w rozgrywkach piłkarskich Austrii (Stan na 31 maja 2019 r.)                                                           |        |       |   |   |   |    |    |     |                                                                       |        |        |      |

## Struktura klubu

### Stadion
Klub piłkarski rozgrywa swoje mecze domowe na stadionie Sportplatz Post w Wiedniu, który może pomieścić 2000 widzów.

### Inne sekcje
Klub prowadzi drużyny dla dzieci i młodzieży w każdym wieku. Oprócz tego funkcjonują inne sekcje w takich dyscyplinach sportu jak: piłka ręczna, hokej na trawie, tenis, koszykówka, siatkówka, futsal, tenis stołowy, kręgle, brydż, podnoszenie ciężarów, gimnastyka, squash, narciarstwo, sporty motorowe, judo i szachy.

## Kibice i rywalizacja z innymi klubami

### Derby
- Admira Wiedeń
- Austria Wiedeń
- FC Wien
- First Vienna FC 1894
- Floridsdorfer AC
- SC Hakoah Wien
- Libertas Wiedeń
- Rapid Wiedeń
- Wacker Wiedeń
- Favoritner AC
- Wiener SC